# Quadraceps assimilis
Quadraceps assimilis är en insektsart som först beskrevs av Piaget 1890.  Quadraceps assimilis ingår i släktet Quadraceps och familjen fjäderlöss. Inga underarter finns listade i Catalogue of Life.